# العلم وقع في الحب، لذا حاولت أن أثبت صحته
العلم وقع في الحب , لذا حاولت إثبات صحته  (باليابانية : 理系が恋に落ちたので証明してみた。 تُنطق : ريكيّ جا كوي ني أُوتشيتا نو دي شيمي شيتي ميتا، تترجم حرفياً : لقد أثبتُ أن العلم يقع في الحب) هي عبارة عن مانغا كوميديا رومانسية يابانية من تأليف المانغاكا إليفيريد ياماموتو تم تسلسلها عبر الإنترنت من خلال موقع Flex Comix Comic Meteor منذ عام 2016 وتم جمعها في ستة مجلدات تانكوبون. تم عرض مسلسل تلفزيوني مباشر مكون من أربع حلقات تم عرضه في الفترة من 1 سبتمبر إلى 22 سبتمبر 2018  وتم عرض فيلم تلفزيوني مباشر في 1 فبراير 2019. تم عرض مسلسل تلفزيوني من إنتاج أستديوهات Zero-G لأول مرة في 10 يناير 2020.

## الحبكة
شينيا يوكيمورا وأيامي هيمورو هما باحثان شابان ولكنهما إذكياء للغاية يذهبان إلي جامعة سايتاما، وكلاهما يؤمن بقوة بالرياضيات باعتبارها أقوى أداة تحت تصرف البشرية لفهم كل شيء.
لذا، عندما اعترفت إيام فجأة بمشاعرها تجاه شينيا وقررا كلاهما أن يبدأ تجربة طموحة مع فريقه بأكمله للإجابة على سؤال: هل من الممكن شرح شيء معقد مثل الحب باستخدام منهج رياضي علمي؟ فيبدأ كليهما بعمل الابحاث العلمية والتجارب المعملية لأثبات هذا

## الشخصيات
شينيا يوكيمورا (باليابانية : 雪村心夜 تنطق باليابانية : يوكيمورا شينيا)
مؤدي الدور: شون نيشيمي (مسلسل التلفزيوني وفيلم)  أداء صوتي: يوما أوتشيدا (أنيمي)
هو عالم من جامعة سايتاما ويؤمن باهمية العلم والرياضيات ويريد ان يثبت كل شئ له اصول علمية حتي الحب ويظهر شينيا بأنه شاب وسيم في العشرينات من العمر ذو شعر رمادي مزرق وعينين بلون كحلي غامق ونظارات سوداء مربعة الشكل. ويُرى عادةً في معطف المختبر الخاص به مع قميص أسود طويل الأكمام وربطة عنق زرقاء ويلقب بصاحب الدماغ المعجزة الطول 177 سم فصيلة الدم أو الوزن 63 كجم السن 23 عام ويهدف لينال جائزة نوبل في المستقبل.

أيامي هيمورو (باليابانية : 氷室菖蒲 تنطق باليابانية : هيمورو أيامي)
مؤدية الدور: نانا أساكاوا (مسلسل تلفزيوني مباشر وفيلم) أداء صوتي: سورا أماميا (أنيمي)
هي عالمة من جامعة سايتاما وتؤمن باهمية العلم والرياضيات وتريد ان تثبت كل شئ له اصول علمية حتي الحب وقد أعترفت بمشاعرها لشينيا في الحلقات الاولي من الانمي فتحاول ان تأتي بدليل علي ان الحب يمكن تفسيره علمياً حيث تدرس معدل ضربات قلبها الوقت الذي تقضيه في التحديق لشينيا وتظهر أيام بأنها شابة في العشرينات من العمر في غاية الجمال ذات شعر خزامي اللون يصل لوركها ولديها ثنايا معلقة على الجانب الأيسر مع ذيل حصان صغير مربوط في الظهر يتحرك عندما تثار من وعينين زرقاء وخضراء فاتحة. وغالباً ما تظهر وهي ترتدي معطفًا أبيض للمختبر مع قميص عملي، وتنورة رمادية داكنة مع جوارب طويلة داكنة وعادتاً ما ترتدي نظارات بيضاوية الشكل الطول 170 سم الوزن غير معلوم السن 23 عام فصيلة الدم أ شخصيتها المفضلة هي الفزيائية وعالمة الرياضيات الفرنسية إيميلي دو شاتليه وترغب في ان تحصل علي ميدالية فيلدز الجائزة الاعرق التي يرغب كل عالم رياضيات في الحصول عليها.
كوتونوها كانادي (باليابانية : 奏言葉 تنطق باليابانية : كانادي كوتونوها)
مؤدية الدور: يوكا يانو (مسلسل تلفزيوني مباشر وفيلم) أداء صوتي: ناتسكو هارا (أنيمي)
هي عالمة تساعد كل من أيامي وشينيا لإثبات الحب يمكن تفسيره بشكل علمي لكنها ليست لديها أي فكرة عما يحدث معهما أو لماذا يتصرفون بهذا الشكل غريب، فإنها عادة ما تكون سعيدة بالمساعدة. لكنها تميل إلى التأرجح بين الشعور بالإثارة والإحباط بجنون بناءً على مقدار المشاعر الطبيعية والأساس المنطقي فتري انه من الصعب تفسير مشاعر الحب بشكل علمي.تصور كوتونوها بأنها شابة حلوة المظهر في العشرينات من العمر شعرها وردي فاتح يصل لكتفها ومربوطة بشكل ذيل حصان مع دبوس على شكل زهرة ذهبية على الجانب الأيسر وعينينها زرقاء. وعادة ما ترتدي معطفًا مختبرًا وتنورة تشبه الزي المدرسي السن 22 عام الطول 162 سم الوزن غير معلوم فصيلة الدم ب شخصيتها المفضلة معلم الرياضيات في الثانوية ساياما تاكاهاشي.
إينا إيبارادا (باليابانية : 棘田恵那 باليابانية : إيباردا إينا)
مؤدية الدور: كارين أوجينو (مسلسل تلفزيوني مباشر وفيلم) أداء صوتي: نيشيكا أوموري (أنيمي)
إينا هي شابة من فريق شينيا الذي يهتم بتفسير ظاهرة الحب بشكل علمي تمتاز بكونها فتاة قصيرة لها شعر خزامي اللون يصل لفخذها وعيون أرجوانية زاهية.
وهي عادةً ما ترتدي معطفًا في المختبر مع فستان يشبه ملابس البيجامات القوطية وربطة عنق شريطية، بالإضافة ترتدي القفازات. إينا هي فتاة ذكية وغريبة الأطوار.تحب لعب ألعاب الفيديو وليس لديها أي دافع آخر للعمل أو الطموحات. إنها تحب أيضًا أن تعبث مع شينيا يوكيمورا أو تسخر من كوسوكي انوكاي، لمجرد التسلية أو التسبب بالفوضى السن 24 عام الطول 142 سم الوزن غير معلوم فصيلة الدم أب.
كوسوكي اينوكاي (باليابانية : 犬飼虎輔  تنطق باليابانية : اينوكاي كوسوكي)
مؤدي الدور: تومو فوجيتا (مسلسل تلفزيوني مباشر وفيلم) أداء صوتي: جون فوكوشيما (أنيمي)
كوسوكي هو شاب وسيم ذو شعر أشقر متوسط الطول وعينان ذهبيتان ويرتدي أقراط وقلادة متسلسلة. يرتدي عادة معطف المختبر علي قميص وشورت نادي FC Inter برقم 13.كوسوكي هو أوتاكو كبير يحب الفتيات الثنائية الأبعاد التي يشاهدهن في التلفاز حتى انه ينام مع وسائد جسدية لهن ويستثمر مبالغ كبيرة من المال في شراء ألعابهن. إنه يعلم أن الآخرين سيجدون تصرفاته غريبة، لذلك عادةً ما يخفيها، كان يحب الكثير من النساء. عادة عندما يروي قصة حب أو شيء فعله مع فتاة، فهو يذكر ذلك من الألعاب الالكترونية التي يلعبها الطول 179 سم الوزن 71 كجم فصيلة الدم ب يريد ان يصبح مطور ألعاب في المستقبل ويصنع تمثال لآيكا صديقته في اللعبة التي يواعدها وشخصيته المفضلة هو لاعب كرة القدم البرتغالي كريستيانو رونالدو وزميله يوكوموروا شينيا.
البروفيسور إيكيدا (باليابانية : 池田教授 تنطق باليابانية : إيكيدا - كيوجو)
مؤدي الدور: ريوتارو أوكيايو (مسلسل تلفزيوني مباشر وأفلام)؛ أداء صوتي: ريوتارو أوكيايو (أنيمي)
هو مدرس كل من أيامي وشينيا وهو أستاذ بكلية العلوم والهندسة، جامعة سايتاما، قسم العلوم الرياضية وعلوم المعلومات. عمره 49 عامًا. عادة ما تكون شخصية لطيفة. فهو معلم قريب من قلوب طلابه بسبب طريقته الشخصية في معاملة الطلاب ولكنه يتحول لشخصية صعبة التعامل عندما يغضب فتنمو عضلاته ويصبح كالوحش.و يقفز بمجرد أن يتوصل إلي شيء مثير للاهتمام. . طوله 185 سم. يحافظ على جسد الرياضي، على أساس اعتقاده بأن العقل السليم دئماً ما يوجد في الجسم السليم.
ريكيكوما أو الدب ريكي (باليابانية : リケクマ ليكيكوما)
أداء صوتي: مومو أساكورا
هو دب ناطق وردي اللون يشرح المصطلحات العلمية. ويمتلك كمية معرفة هائلة، ويزيل الغموض عن الكثير من الاشياء.
أكيرا ياماموتو (باليابانية : 山本ありか ينطق باليابانية : ياماموتو أكيرا)
هي طالبة البروفيسور إيكيدا السابقة وخريجة من مختبره، التي تعمل كمانغاكا.

## وسائل الإعلام

### مانغا
من تأليف المانغاكا إليفيريد ياماموتو تم تسلسلها عبر الإنترنت من خلال موقع Flex Comix Comic Meteor منذ عام 2016 وتم جمعها في ستة مجلدات تانكوبون. وذلك اعتباراً من 12 مارس 2020
| ترتيب المجلد  | تاريخ الإصدار  | الرقم الدولي المعياري للكتاب | مراجع  |
| ------------- | -------------- | ---------------------------- | ------ |
| 1             | 10 نوفمبر 2016 | ISBN 978-4-593-85846-0       | [ 9 ]  |
| 2             | 9 يونيو 2017   | ISBN 978-4-593-85861-3       | [ 10 ] |
| 3             | 26 نوفمبر 2017 | ISBN 978-4-593-85873-6       | [ 11 ] |
| 4             | 12 يوليو 2018  | ISBN 978-4-86675-018-7       | [ 12 ] |
| 5             | 12 يناير 2019  | ISBN 978-4-86675-043-9       | [ 13 ] |
| 6             | 12 يوليو 2019  | ISBN 978-4-86675-068-2       | [ 14 ] |
| 7             | 11 يناير 2020  | ISBN 978-4-86675-090-3       | [ 15 ] |
| 8 (نسخة خاصة) | 12 مارس 2020   | ISBN 978-4-86675-096-5       | [ 16 ] |

### دراما تلفزيونية
تم عرض مسلسل تلفزيوني مباشر مكون من أربع حلقات تم عرضه في الفترة من 1 سبتمبر إلى 22 سبتمبر 2018 للترويج لفيلم الحركة الحية الذي تم عرضه في 1 فبراير 2019. الدراما من إخراج ماساتسوجو أساهي.

#### قائمة حلقات الدراما التلفيزيونية
| ترتيب الحلقات | تاريخ العرض    | أسم الحلقة باللغة اليابانية                | أسم الحلقة باللغة العربية                             |
| ------------- | -------------- | ------------------------------------------ | ----------------------------------------------------- |
| 1             | 1 سبتمبر 2018  | 理系が恋におちたので‟好き"を定義してみた。 | بما ان العلم وقع في الحب، قمت بتعريف “أنا أحب”.       |
| 2             | 8 سبتمبر 2018  | 理系が恋に落ちたので実験してみた。         | أختبرت لانه يوجد علم للوقوع في الحب                   |
| 3             | 15 سبتمبر 2018 | 理系が恋に落ちたのでデートしてみた。       | بما ان هناك علم للوقوع في الحب، حاولت أن أخرج في موعد |
| 4             | 22 سبتمبر 2018 | 理系が恋に落ちたのでキスしてみた。         | قبلت بسبب أن هناك علم للوقوع في الحب                  |

### فيلم الحركة الحية
تم عرض فيلم تلفزيوني مباشر في 1 فبراير 2019. الفيلم من إخراج ماساتسوجو أساهي وتوشيهيرو ساتو.

### الأنمي
بعد النجاح الكبير التي حققته المانغا والدراما والفيلم الحي. تم الإعلان عن عمل عرض سلسلة أنمي من إنتاج أستديوهات Zero-G لأول مرة في 10 يناير 2020.
تم الإعلان عن تكيف مسلسل أنمي في 8 يناير 2019. هذه السلسلة من الرسوم المتحركة من إنتاج استديوهات Zero-G وإخراج تورو كيتاهاتا، حيث قام رينتارو إيكيدا وميتشيكو يوكوتي بكتابة النصوص الانمي، ويسوكي إيسوتشي بتصمم الشخصيات. وكل من هيساكوني وشويشيرو هيراتا وكاورو أتسوكا وشوهي تاكاهاشي وتاكوما سوغي ويوكو تاكاهاشي يؤلفون الموسيقى. تم عرض الأنمي لأول مرة في 10 يناير 2020 على قنوات Tokyo MX وBS11 و RNC و GTV و GYT وMBS و CTC . قامت سورا أماميا بأداء الشارة الافتتاحية أغنية "PARADOX"، بينما قام أكاري ناناوا بأداء شارة النهاية "Turing Love . أصدرت أمازون فيديو جميع حلقات المسلسل الإثني عشر في اليابان في 10 يناير 2020. و حصلت Crunchyroll علي حقوق بث السلسلة مع ترجمة  بالإضافة إلى تقديم دبلجة باللغة الإنجليزية وقامت بعض المواقع العربية بترجمة السلسلة من اليابانية للعربية بترجمة فانساب.

#### قائمة حلقات الآنمي
| ترتيب الحلقات | تاريخ العرض    | أسم الحلقة باللغة اليابانية                    | أسم الحلقة باللغة العربية                                                           |
| ------------- | -------------- | ---------------------------------------------- | ----------------------------------------------------------------------------------- |
| 1             | 10 يناير 2020  | 理系が恋に落ちたので解析してみた。             | الأثبات الأول: طالبو العلم وقوعوا في الحب لذلك حاولوا تحليله.                       |
| 2             | 17 يناير 2020  | 理系が恋に落ちたので実験してみた。             | الأثبات الثاني: طالبو العلم وقعوا في الحب لذلك قاموا بالتجارب                       |
| 3             | 24 يناير 2020  | 理系が恋に落ちたのでデートの計画を立ててみた。 | الإثبات الثالث: طالبو العلم وقعوا في الحب لذلك خططوا للمواعدة                       |
| 4             | 31 يناير 2020  | 理系が恋に落ちたのでデートしてみた。           | الإثبات الرابع: طالبوا العلم وقعوا في الحب لذلك حاولوا الخروج في موعد               |
| 5             | 7 فبراير 2020  | 理系が恋に落ちたので会議してみた。             | الإثبات الخامس: طالبوا العلم وقعوا في الحب فحاولوا عقد أجتماع                       |
| 6             | 14 فبراير 2020 | 理系が恋に落ちたのでキスしてみた。             | الإثبات السادس: طالبوا العلم وقعوا في الحب فحاولوا التقبيل                          |
| 7             | 21 فبراير 2020 | 理系が恋に落ちたので飲み会してみた。           | الإثبات السابع: طالبوا العلم وقعوا في الحب لذلك حاولوا إقامة حفلة شرب               |
| 8             | 28 فبراير 2020 | 理系が恋に落ちたので好きの証拠を集めてみた。   | الإثبات الثامن: طالبوا العلم وقعوا في الحب لذلك حاولوا إيجاد دليلٍ للحبّ              |
| 9             | 4 مارس 2020    | 理系が恋に落ちたので沖縄合宿行ってみた。       | الإثبات التاسع: طالبوا العلم وقعوا في الحب لذلك حاولوا حضور مخيم تدريبي في أوكيناوا |
| 10            | 11 مارس 2020   | 理系が恋に落ちたので研究発表してみた。         | الإثبات العاشر: طالبوا العلم وقعوا في الحب لذلك حاولوا تقديم عروض                   |
| 11            | 18 مارس 2020   | 理系が恋に落ちたので喧嘩してみた。             | الإثبات الحادي عشر: طالبوا العلم وقعوا في الحب لذلك حاولوا إفتعال شجار              |
| 12            | 25 مارس 2020   | 君に恋ができる事を証明してみた。               | الإثبات الثاني عشر: عرفتُ أنني سأقع في حبك لذلك حاولت إثباته                         |

### البلو راي
تم الإعلان عن توفير الحلقات الإثني عشر علي 3 اقراص بلوراي بحسب الموقع الخاص بالانمي علي شبكة الإنترنت ويمكن حجزها علي مواقع مثل أمازون أو من الموقع نفسه وبالإضافة لشراء الاقراص الاصلية سيحصل كل شخص علي مجموعة من الهدايا كصورة تذكارية.
| ترتيب البلو راي | تاريخ الإصدار                    | الحلقات التي يشملها البلوراي | الصيغة    |
| --------------- | -------------------------------- | ---------------------------- | --------- |
| 1               | من المقرر إطلاقه في 3 يونيو 2020 | الحلقات من 1 حتي 4           | SC-0003   |
| 2               | من المقرر إطلاقه في 3 يوليو 2020 | الحلقات من 5 حتي 8           | SC-0004/5 |
| 3               | من المقرر إطلاقه في 5 اغسطس 2020 | الحلقات من 9 حتي 12          | SC-0006   |

## استقبال
المانجا باعت أكثر من 600,000 نسخة في مطبوعة.

## روابط خارجية
- العلم وقع في الحب، لذا حاولت أن أثبت صحته على موقع ANN manga (الإنجليزية)
- موقع مانغا الرسمي (باللغة اليابانية)
- الموقع الرسمي المباشر للعمل التلفزيوني (باللغة اليابانية)
- موقع أنيمي الرسمي (باللغة اليابانية)
- العلم وقع في الحب، لذا حاولت أن أثبت صحته (مانغا) في شبكة أخبار الأنمي